# Evropský hokejový pohár 1980/1981
16. ročník hokejového turnaje European Cupu.Vítězem turnaje se stala CSKA Moskva.

## 1. kolo
- F. Flyers Heerenveen (Nizozemsko) – Levski Spartak Sofija (Bulharsko) 12:1, 11:2 (obě utkání v Heerenveenu)
- Vojens IK (Dánsko) – GKS Zagłębie Sosnowiec (Polsko) 3:10, 2:11
- SC Dynamo Berlin (NDR) – Steaua Bucureşti (Rumunsko) 13:4, 10:2
- Klagenfurter AC (Rakousko) – HC Val Gardena (Itálie) 2:3, 1:4
- CHH Txuri Urdiñ San Sebastian (Španělsko) – ASG Tours (Francie) 2:2, 2:10

## 2. kolo
- Feenstra Flyers Heerenveen – EHC Arosa (Švýcarsko) 5:6, 5:3
- GKS Zagłębie Sosnowiec – SC Dynamo Berlin 6:3, 1:6
- HC Val Gardena – HK Olimpija Lublaň (Jugoslávie) 1:1, 3:8
- ASG Tours – Mannheimer ERC (NSR) 5:6, 2:9

## 3. kolo
- SC Dynamo Berlin – HIFK Helsinki (Finsko) 2:3, 3:6
- HK Olimpija Lublaň – Poldi SONP Kladno (Československo) 2:5 (0:2,0:1,2:2) 5. prosince 1980
- Poldi SONP Kladno – HK Olimpija Lublaň 12:2 (5:2,4:0,3:1) 4. ledna 1981
- Mannheimer ERC – Brynäs IF (Švédsko) 3:6, 4:5 (obě utkání v Mannheimu)
- Feenstra Flyers Heerenveen – CSKA Moskva (SSSR) 0:11, 1:9

## Finále
(4. – 9. srpna 1981 v Ortisei Val Gardena)
- 1. CSKA Moskva – 6 bodů
- 2. HIFK Helsinki – 3 bodů
- 3. Poldi SONP Kladno – 2 body
- 4. Brynäs IF – 1 bod

## Utkání Kladna ve finálové skupině
- Poldi SONP Kladno – HIFK Helsinki 4:5 (3:2,1:2,0:1) 4. srpna
- Poldi SONP Kladno – Brynäs IF 4:2 (0:1,4:1,0:0) 7. srpna
- CSKA Moskva – Poldi SONP Kladno 12:2 (5:0,6:1,1:1) 8. srpna